# Hiệp hội Công nghiệp Ghi âm Ba Lan
Hiệp hội Công nghiệp Ghi âm Ba Lan (tiếng Ba Lan: Związek Producentów Audio-Video, viết tắt là ZPAV) là tổ chức đại diện cho ngành công nghiệp âm nhạc của Ba Lan, và là chi hội tại Ba Lan của Liên đoàn Công nghiệp Ghi âm Quốc tế (IFPI). Được thành lập vào năm 1991, hiệp hội được Bộ Văn hóa và Di sản Quốc gia cấp phép hoạt động với tư cách là tổ chức quản lý quyền của các nhà sản xuất âm nhạc và video. ZPAV vận hành các bảng xếp hạng âm nhạc Ba Lan và trao chứng nhận doanh số đĩa thu âm. Hiệp hội cũng tổ chức lễ trao giải âm nhạc Ba Lan thường niên Fryderyk.

## Lịch sử
ZPAV được chính thức thành lập vào ngày 11 tháng 7 năm 1991 sau khi được IFPI công nhận vào tháng 6. Tháng 2 năm 1995, ZPAV được Bộ Văn hóa cấp phép hoạt động với tư cách là tổ chức quản lý quyền của các nhà sản xuất âm nhạc và video. Sau đó vào tháng 12 hiệp hội được cấp phép thay mặt các nhà sản xuất thu 3% doanh thu của các tác phẩm. 1995 cũng là năm ZPAV bắt đầu trao các chứng nhận doanh số và giải thưởng âm nhạc. Chứng nhận vàng và bạch kim đầu tiên được ZPAV trao vào tháng 2. Giải thưởng âm nhạc thường niên Fryderyk được tổ chức lần đầu tiên vào tháng 3. Năm 2000, ZPAV bắt đầu vận hành bảng xếp hạng âm nhạc đầu tiên của Ba Lan, OLiS.

## Bảng xếp hạng
ZPAV vận hành hai bảng xếp hạng album chính thức: OLiS, một bảng xếp hạng hàng tuần dựa doanh số bán lẻ, và Top 100, một bảng xếp hạng hàng tháng dựa trên dữ liệu từ các hãng đĩa. Hiệp hội cũng vận hành bảng xếp hạng Official Polish Airplay Chart dựa trên dữ liệu từ Nielsen Music Control Airplay Services, cũng như các bảng xếp hạng bài hát được nghe nhiều nhất tại các cửa hàng và câu lạc bộ.

## Chứng nhận và giải thưởng

### Chứng nhận doanh số
Trong bảng dưới đây, số ở ngoài dấu ngoặc là ngưỡng đạt chứng nhận đối với các tác phẩm được phát hành từ tháng 7 năm 2005 trở đi, còn số ở trong dấu ngoặc là ngưỡng đạt chứng nhận đối với các tác phẩm được phát hành trước mốc thời gian đó.
| Thể loại     | Thể loại            | Thể loại            | Vàng            | Bạch kim        | Kim cương         |
| Âm nhạc      | Âm nhạc             | Âm nhạc             | Âm nhạc         | Âm nhạc         | Âm nhạc           |
| ------------ | ------------------- | ------------------- | --------------- | --------------- | ----------------- |
| Đĩa đơn      | Đĩa đơn             | Đĩa đơn             | 10.000          | 20.000          | 100.000           |
| Album        | Pop                 | Nước ngoài          | 10.000 (20.000) | 20.000 (40.000) | 100.000 (200.000) |
| Album        | Pop                 | Trong nước          | 15.000 (35.000) | 30.000 (70.000) | 150.000 (350.000) |
| Album        | Cổ điển/Jazz/Blues  | Cổ điển/Jazz/Blues  | 5.000           | 10.000          | 50.000            |
| Album        | Nhạc phim           | Nhạc phim           | 10.000          | 20.000          | 100.000           |
| Album        | Classical - popular | Classical - popular | 5.000 (10.000)  | 10.000 (20.000) | 50.000 (100.000)  |
| Video        |                     |                     |                 |                 |                   |
| Đĩa đơn      | Đĩa đơn             | Đĩa đơn             | 5.000           | 10.000          | 50.000            |
| DVD/VHS etc. | Pop                 | Pop                 | 5.000           | 10.000          | 50.000            |
| DVD/VHS etc. | Cổ điển/Jazz        | Cổ điển/Jazz        | 2,500           | 5.000           | 25.000            |

Chứng nhận vàng và bạch kim đầu tiên được trao lần lượt cho album Marysia Biesiadna của Maryla Rodowicz và album Three Tenors Live của The Three Tenors vào tháng 2 năm 1995. Chứng nhận kim cương đầu tiên được trao cho album Kayah i Bregović của nhạc sĩ Serbia Goran Bregović và ca sĩ Ba Lan Kayah vào tháng 7 năm 2000.
ZPAV cũng trao nhiều chứng nhận bạch kim cho một tác phẩm cho đến khi tác phẩm đó đạt ngưỡng kim cương. Đối với các box set, mỗi đĩa được tính là một đơn vị. Chứng nhận cũng tính số lượt tải nhạc số, cụ thể là mười lượt tải bất kỳ bài hát nào trong một album được tính là một album.

### Fryderyk
Fryderyk là một giải thưởng âm nhạc Ba Lan thường niên tương đương với giải Grammy của Mỹ hay giải BRIT của Anh. Fryderyk được ZPAV thành lập vào năm 1994 và lễ trao giải đầu tiên diễn ra vào năm 1995. Từ năm 1999, đề cử và giải thưởng được lựa chọn bởi Viện hàn lâm Ghi âm (tiếng Ba Lan: Akademia Fonograficzna), một tổ chức được ZPAV thành lập vào năm 1998 và hiện bao gồm gần 1.000 nghệ sĩ và nhà báo. Từ năm 2007 giải thưởng được tổ chức bởi STX Records.

### Bài hát nhạc số của năm
Từ năm 2010, ZPAV cũng trao giải "Bài hát nhạc số của năm" cho bài hát bán chạy nhất trên nền tảng số ở hai hạng mục nhạc Ba Lan và nhạc nước ngoài. Năm 2010, giải thưởng được trao cho "Nie mogę Cię zapomnieć" của Agnieszka Chylińska và "Womanizer" của Britney Spears. Năm 2011, giải thưởng được trao cho "Nie pytaj mnie" của Ala Boratyn và "Waka Waka" của Shakira.